# Charles Robert Ashbee

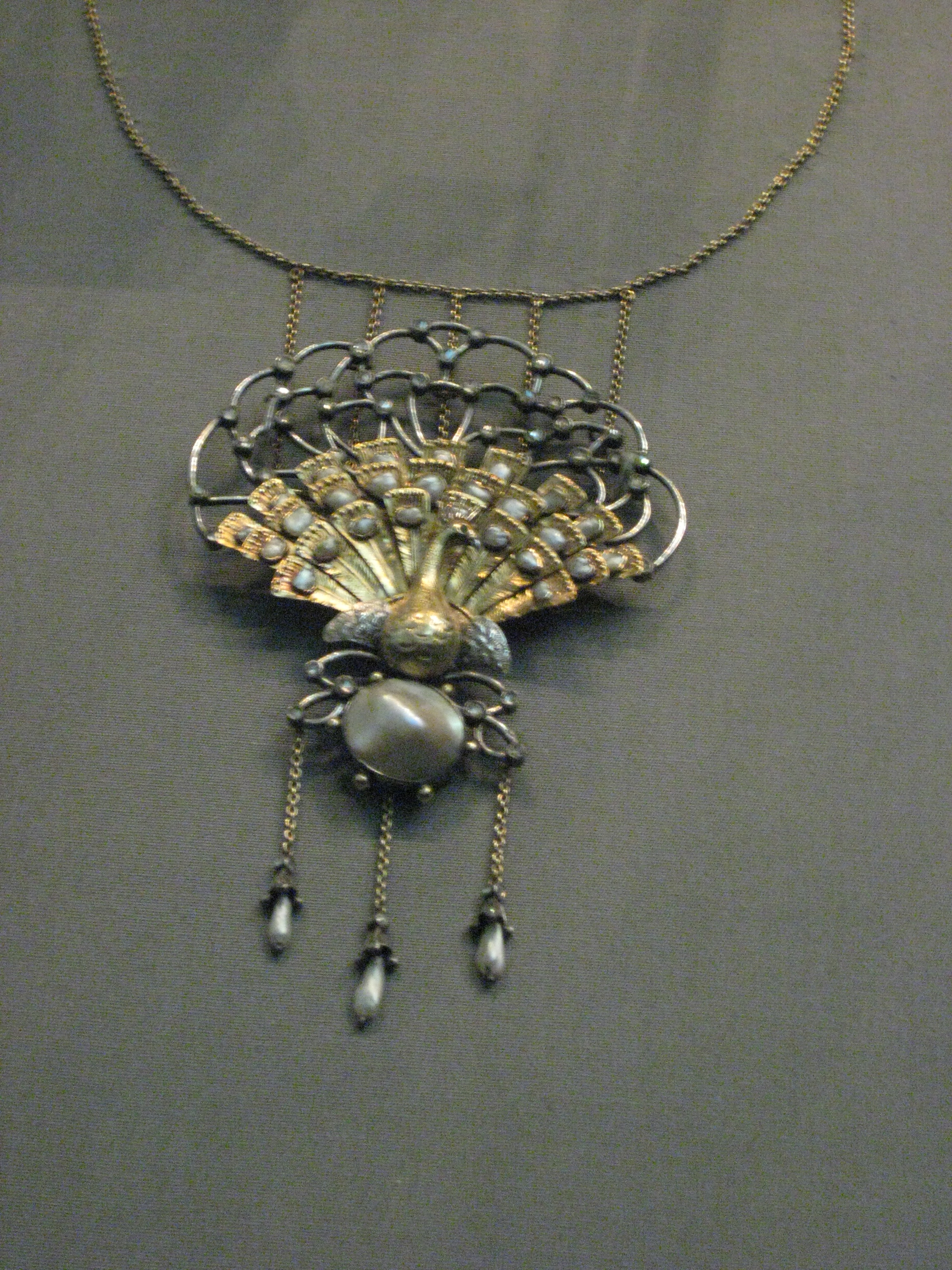
Halsband, ritat av Charles Robert Ashbee.

Charles Robert Ashbee, född 17 maj 1863 i Isleworth i Hounslow i London, död 23 maj 1942 i Sevenoaks i Kent, var en brittisk konsthantverkare och arkitekt.
Liksom William Morris ivrade han för konsthantverkets utveckling, och grundade 1886 i London en skola för konstslöjd (Guild schoool of handicraft), vilken upphörde först under första världskriget. Han skapade även tryckeriet Essex press, berömt för sina stilfulla tryckalster. Som arkitekt ägnade han sig främst åt uppförandet av bostadshus i städer och enfamiljshus, var utformning han följde i minsta detalj. Även inom stadsplanekonsten har han kommit med nya idéer. Han har bland annat utgett Where the great city stands (1917), översatt Benvenuto Cellinis traktat och även framträtt som skönlitterär författare med Lyrics of the Nile, Echoes from the city of the Sun med flera).
Från 1918 till 1922 bodde och arbetade han i Jerusalem.